# Ai Lao Sơn
Ai Lao Sơn (chữ Anh: Ailao Mountains, chữ Hà Nhì: Hhaqlol haolgaoq), hoặc gọi là Dãy núi Ai Lao, là một dãy núi nằm ở miền trung Vân Nam, Trung Quốc, là phần kéo dài về phía nam của dãy núi Vân Lĩnh, là chỗ giáp giới cao nguyên Vân Quý, cao nguyên Thanh Tạng và dãy núi Hoành Đoạn, cũng là đường phân thuỷ của sông Bả Biên và sông A Mặc, cũng là đường phân giới của Sở Hùng, Ngọc Khê ở phía đông với Phổ Nhĩ ở phía tây. Chủ yếu do đá phiến sét, đá cát kết, đá vôi và các loại đá biến chất khác hợp thành. Hướng của Ai Lao Sơn là tây bắc - đông nam, phía bắc từ Sở Hùng, phía nam đến huyện Lục Xuân, tổng chiều dài khoảng 500 kilômét, đỉnh núi chính cùng tên Ai Lao Sơn, nằm ở huyện tự trị Tân Bình, cao 3.166 mét so với mặt nước biển. Tháng 5 năm 1988, Trung Quốc thiết lập Khu bảo tồn thiên nhiên cấp quốc gia Ai Lao Sơn rộng 67.700 ha, bao gồm năm huyện Sở Hùng, Song Bách, Cảnh Đông, Trấn Nguyên và Tân Bình, bên trong khu bảo tồn có gần 1.500 loài thực vật bậc cao và hơn 800 loài động vật hoang dã.
Độ cao trung bình của Ai Lao Sơn so với mặt nước biển là trên 2.000 mét, đỉnh núi nối tiếp, núi dốc rừng rậm, các khe rãnh dẫn nước ngang dọc đan xen, địa hình rất phức tạp. Nơi này có khí hậu rừng mưa nhiệt đới, tài nguyên đất rừng vô cùng phong phú, độ tàn che của rừng khá cao, cũng chính vì nguyên do này nên tầm nhìn xa rất kém khi ở trong rừng, khi sương mù lên, tầm nhìn xa chỉ có 20 - 30 mét, dễ lạc đường hoặc gặp phải bất ngờ khác, cho nên từ xa xưa chỗ này hay bị coi là vùng đất chướng khí.
Tháng 11 năm 2021, bốn nhân viên điều tra địa chất mất liên lạc và gặp nạn tại Ai Lao Sơn, nguyên nhân là sốc tim do hạ thân nhiệt dẫn đến tử vong.

## Tóm tắt
Ai Lao Sơn được đặt tên theo bộ lạc Ai Lao cổ đại từng sinh sôi nẩy nở tại nơi đây. Xói mòn kiến tạo xảy ra ở vùng núi cao và giữa núi. Là phần kéo dài về phía nam của dãy núi Vân Lĩnh, là đường phân thuỷ của sông Nguyên Giang và sông A Mặc, cũng là đường phân giới của hai vùng địa mạo lớn, cao nguyên Đông Vân Nam và dãy núi Hoành Đoạn. Nằm ở toạ độ 100°16′ - 103°32′ kinh đông, 22°29′ - 22°50′ vĩ bắc, phía bắc từ Sở Hùng, phía nam đến huyện Lục Xuân. Hướng tây bắc - đông nam, khối núi dốc gần như thẳng đứng. Tổng chiều dài khoảng 450 kilômét, rộng 15 - 30 kilômét, tổng diện tích gần 10.000 kilômét vuông.
Khối núi cao lớn, rộng mênh mông, chiều cao thông thường trên 2.000 mét so với mặt nước biển, có hơn 20 đỉnh núi cao trên 3.000 mét, đỉnh núi cùng tên cao 3.165,9 mét so với mặt nước biển. Những nơi đồi núi cao lớn chủ yếu lộ ra đá biến chất cổ xưa và đá phiến sét, đá cát kết từ Đại Trung sinh, do vận động tạo núi Himalaya cho nên lớp vỏ Trái Đất nâng lên, dòng sông cắt xuống và bổ sâu. Khí hậu phân bố theo chiều dọc rõ ràng, đặc trưng khí hậu từ chân núi đến đỉnh núi theo thứ tự là nam cận nhiệt đới, trung cận nhiệt đới, bắc cận nhiệt đới, ôn đới ấm áp và ôn đới, thảm thực vật cũng có đặc điểm phân bố theo chiều dọc rõ ràng. Từ nam chí bắc, từ miền nhiệt đới xuyên dọc qua miền cận nhiệt đới, hình thành hành lang cho động vật di cư ở hai phía nam bắc và kho dự trữ gen của các loài sinh vật. Sinh vật phong phú đa dạng, có 1.016 loài thực vật bậc cao, là khu vực có sự bảo tồn hoàn chỉnh nhất về đa dạng hoá sinh vật và quần thể thực vật cùng loài tại cùng vĩ độ trên thế giới, được khen là một viên lục bảo thạch được nạm lên vương miện của vương quốc thực vật. Khu bảo tồn thiên nhiên cấp quốc gia Ai Lao Sơn được phê chuẩn thành lập vào năm 1988, nằm ở phía bắc khối núi, phần đỉnh núi khúc giữa, rộng 5 kilômét, dài 102 kilômét, diện tích khoảng 546,67 kilômét vuông, là khu rừng lá rậm thường xanh, ẩm ướt nguyên thuỷ nằm giữa núi lớn nhất Trung Quốc.
Khối núi Ai Lao Sơn cao lớn, chiều nam - bắc khá dài, tạo ảnh hưởng rất lớn đối với khí hậu toàn bộ Vân Nam. Giáng thuỷ ở miền tây và miền nam nhiều hơn miền đông và miền bắc, nhiệt độ cao hơn so với khu vực phía đông ở cùng vĩ độ và cùng chiều cao, số lần luồng gió lạnh xâm nhập vào mùa đông cũng ít hơn so với phía đông.

## Môi trường địa lí

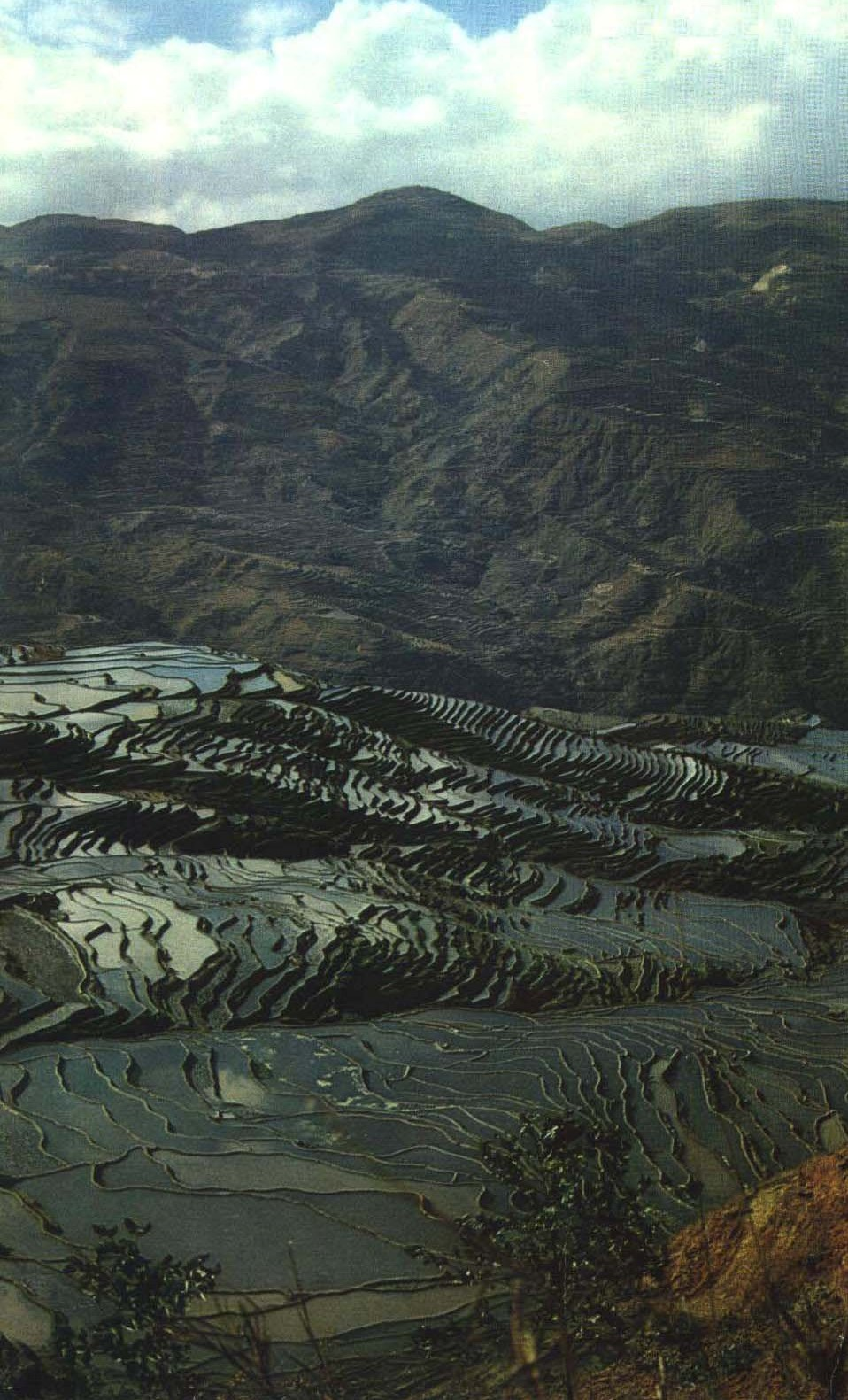
Ruộng bậc thang do người Hà Nhì khai hoang tại Ai Lao Sơn.

### Địa chất
Ai Lao Sơn là núi khối đứt gãy nâng lên mãnh liệt dọc theo đới đứt gãy Sông Hồng, đá nền của khu vực trung tâm đồi núi chủ yếu là đá biến chất, đá phiến ma và đá hỗn hợp từ Đại Nguyên cổ, đồng thời có đá siêu nền từ Kì Yanshan và khối đá hoa cương có tính acid xâm nhập. Phần giữa và dưới lộ ra đá phiến sét, đá cát kết từ Đại Cổ sinh và Đại Trung sinh. Những nơi đồi núi cao lớn chủ yếu lộ ra đá biến chất cổ xưa và đá phiến sét, đá cát kết từ Đại Trung sinh, do vận động tạo núi Himalaya cho nên lớp vỏ Trái Đất nâng lên, dòng sông cắt xuống và bổ sâu.

### Địa mạo
Xói mòn kiến tạo xảy ra ở vùng núi cao và giữa núi. Phía đông khối núi do tác dụng bổ xuống dọc theo đới đứt gãy khiến cho thế núi dốc gần như thẳng đứng, chênh lệch độ cao tương đối khá lớn, sườn tây thoải bằng, khối núi cao mà dốc.

### Khí hậu
Tác dụng chủ yếu của Ai Lao Sơn về phương diện khí hậu ở chỗ: Mùa đông không khí lạnh yếu bị khối núi cản trở, không khí lạnh mạnh sau khi vượt qua khối núi lập tức suy yếu; khi luồng không khí ấm ẩm tây nam tiến về phía đông, liền bị khối núi cản trở, hình thành giáng thuỷ ở phía tây và phía nam nhiều hơn phía đông và phía bắc, nhiệt độ cao hơn so với khu vực phía đông cùng vĩ độ và cùng độ cao, số lần luồng gió lạnh xâm nhập vào mùa đông cũng ít hơn so với phía đông. Do chênh lệch độ cao tương đối của khối núi lớn cho nên khí hậu phân bố theo chiều dọc rõ ràng, khí hậu từ chân núi đến đỉnh núi theo thứ tự là nam cận nhiệt đới, trung cận nhiệt đới, bắc cận nhiệt đới, ôn đới ấm áp và ôn đới và ôn đới lạnh.

### Thuỷ văn
Sông Hồng và các chi lưu trọng yếu khác ở Ai Lao Sơn: sông Lí Tiên - sông Đà, sông Đằng Điều và sông Nam Khê - Nậm Thi là dòng sông chủ yếu trong vùng núi, các chi lưu chính có dạng song song tại thượng đoạn, ở hạ đoạn có cấu trúc sông ngòi hình nhánh.

## Tài nguyên

### Tài nguyên động vật
Ai Lao Sơn đã phân bố nhiều loại động vật rừng, là một trong những kho báu tài nguyên động vật tập trung nhất ở Trung Quốc. Ai Lao Sơn có hơn 460 loài chim và thú, 46 loài động vật bò sát - lưỡng cư, trong đó có vượn đen tuyền, voọc đen má trắng, xuyên sơn giáp, sơn dương lục địa, ban linh,... được liệt vào động vật bảo tồn trọng điểm quốc gia.

### Tài nguyên thực vật
Ai Lao Sơn còn có thực vật quý hiếm phong phú đa dạng. Dựa vào điều tra của Cục Lâm nghiệp huyện Tân Bình, thực vật bậc cao đã sưu tập và ghi chép có 187 họ, 541 chi, 971 loài. Sa la, thuỷ thanh thụ, thuỷ sam,... là cây rừng bảo tồn trọng điểm quốc gia.